# Sonia (película de 1921)
Existen otras películas con idéntico título original. (Véase Sonia).
Sonia es una película de 1921 dirigida por Denison Clift.
Sonia es una película romántica rodada en Gran Bretaña en 1921, basada en una novela de Stephen McKenna.

## Otros créditos
- Color: Blanco y negro
- Sonido: Muda